# Кизил-Ірмак
Кизил-Ірмак, Кизилирмак (тур. Kızılırmak, дослівно — червона річка; антична назва Галіс, від грец. Άλυς) — найдовша річка Туреччини. Бере початок у горах Кизилдаг, перетинає Анатолійське плоскогір'я і Понтійські гори, впадає у Чорне море, утворюючи дельту.
Довжина — 1151 км, площа басейну — 77,1 тис. км².

## Режим
Спостерігаються весняна повінь, літня межень, осінні паводки від дощів.

## Використання
Використовується для зрошування, численних водяних млинів. 

## Каскад ГЕС
У середній течії є гідровузол Хірфанлар (ГЕС потужністю понад 100 МВт, гребля заввишки більше 80 м, водосховище завдовжки близько 80 км).
На річці розташовано ГЕС Pirinçli, ГЕС Kargı Kızılırmak, ГЕС Боябат.

## Населені пункти
Уздовж річки розташовані міста Сивас, Бафра.

## Історія
Хетти називали цю річку Марассантія. Вона служила південним і західним кордоном країни Хатті, ядра хеттської держави, а раніше кордоном поширення хеттської мови.
У античний період Кизил-Ірмак служив східним кордоном Малої Азії.
З цією річкою пов'язаний знаменитий вислів дельфійської піфії:
|  | Крез, перейшовши через Галіс, зруйнує велике царство |

## Галерея

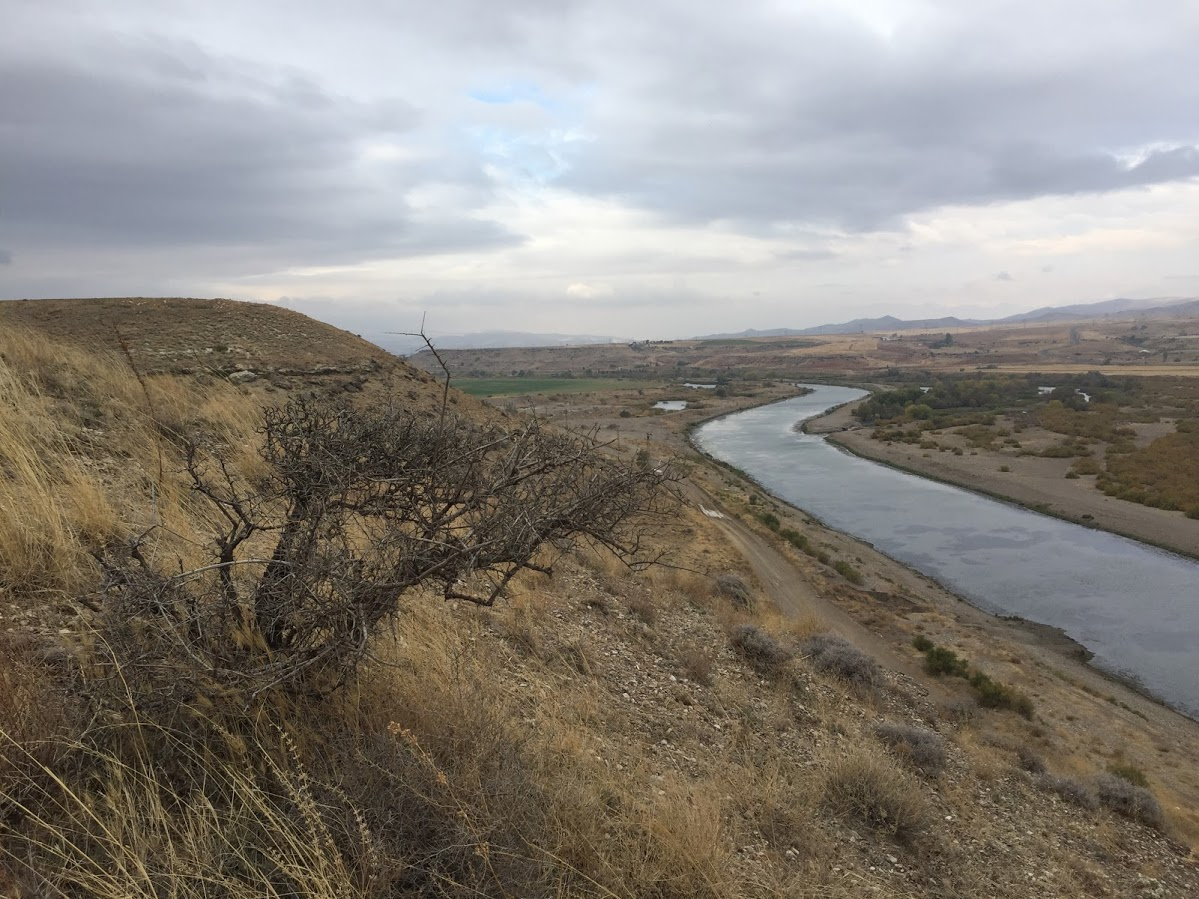
Річка Кизил-Ірмак. Околиці міста Невшехір. Листопад 2020 року.
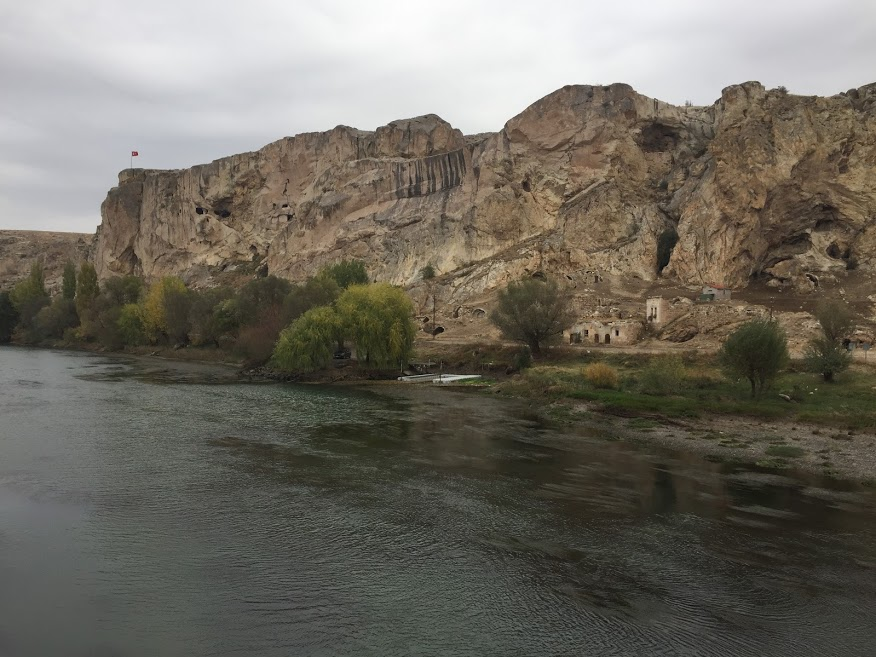
Річка Кизил-Ірмак. Середня течія. Вигляд з мосту до селища Саріхідір, розташованого поряд з Аваносом